# Stronna (Malczyce)
Stronna (dawn. alt. Malczyce Małe; ukr. Сторона, Storona)  – zniesiona wieś, obecenie zachodnia częśc wsi Malczyce na Ukrainie, w rejonie jaworowskim obwodu lwowskiego. Leży na przeciw Powitna.

## Historia
Stronna to wieś stanowiąca w XIX wieku gminę jednostkową w Bezirk Janów (367 mieszkańców w 1854 roku), następnie w Bezirk Gródek, od 1867 w powiecie gródeckim. W II RP Stronna stanowiła gminę w powiecie gródeckim w województwie lwowskim. Od 1934 gromada w zbiorowej gminie Mszana. Po wojnie w ZSRR, gdzie została włączona do Malczyc, których nazwę zmieniono na Malczyce.